# Michal Ďuriš
Michal Ďuriš (* 1. června 1988, Uherské Hradiště, Československo) je slovenský fotbalista a reprezentant, od srpna 2020 hráč klubu AC Omonia. Univerzální hráč, může působit na postu útočníka či krajního záložníka. Jeho fotbalovým vzorem je Francouz Thierry Henry. Mimo Slovensko působil na klubové úrovni v Česku a Rusku, od ledna 2018 je na Kypru.

## Klubová kariéra

### FK Dukla Banská Bystrica
Michal Ďuriš přišel do Dukly Banská Bystrica z Petrochemy Dubová ve svých 14 letech. Po třech letech v mládežnických týmech debutoval v 1. slovenské lize 9. listopadu 2005 v utkání s MFK Ružomberok (prohra 0:2). Během 5 sezón odehrál za Duklu celkem 114 ligových zápasů a vstřelil 18 gólů.

### FC Viktoria Plzeň
V srpnu 2010 odešel na roční hostování s opcí do západočeského mužstva FC Viktoria Plzeň. Debutoval 28. srpna 2010 v zápase proti domácím Českým Budějovicím (výhra Plzně 3:0). Hned ve své první sezóně slavil s klubem český ligový titul, první v historii Plzně. Celkem odehrál v sezoně 2010/11 23 zápasů v lize a dal 3 branky.

#### Sezóna 2011/12
Před ročníkem 2011/12 do Plzně přestoupil. 22. července 2011 nastoupil k zápasu o český Superpohár, který Plzeň na domácím stadionu vyhrála nad FK Mladá Boleslav až na pokutové kopy 4:2 (po 90 minutách byl stav 1:1, prodloužení se v tomto utkání nehraje). Michal Ďuriš proměnil v penaltovém rozstřelu pokutový kop a přispěl tak k vítězství svého týmu.
Plzeň se v sezóně 2011/12 Ligy mistrů UEFA propracovala z 2. předkola až do základní skupiny. Ve druhém předkole přešla přes arménský celek Pjunik Jerevan po výsledcích 4:0 a 5:1. Ve 3. předkole následoval postup přes norský Rosenborg Trondheim (výhry 1:0 a 3:2) a ve 4. předkole přes dánský FC Kodaň (výhry 3:1 a 2:1). V základní skupině H si zahrál proti dvěma evropským velkoklubům FC Barcelona (prohry 0:2 a 0:4) a AC Milan (prohra 0:2 a remíza 2:2). Třetím klubem, s nímž se západočeský klub utkal byl běloruský BATE Borisov (výhra 1:0 a remíza 1:1). Marián nastoupil pouze v první střetnutí proti BATE. Plzeň obsadila v konečném součtu 3. místo před BATE a díky tomu si zajistila účast v jarní vyřazovací části Evropské ligy 2011/12. Zde se Plzeň střetla s německým Schalke 04 a po výsledcích 1:1 doma a 1:3 venku po prodloužení vypadla.
V sezóně 2011/12 Gambrinus ligy se během 7. kola 17. září 2011 dvakrát gólově prosadil v utkání proti hostujícímu Jablonci, zápas skončil výsledkem 4:2 pro Plzeň. Západočeský klub bojoval v posledním kole se Slovanem Liberec o titul, utkání skončilo nerozhodně 0:0, tento výsledek stačil Liberci na první místo a Plzeň spadla na 3. příčku za pražskou Spartu. Ďuriš nastřádal v tomto ročníku celkem 27 ligových startů a 6 gólů.

#### Sezóna 2012/13
V evropských pohárech se Plzeň představila i v následující sezóně 2012/13 (skončila totiž v Gambrinus lize na 3. místě) a Michal Ďuriš se uvedl gólem v domácí odvetě 2. předkola proti gruzínskému klubu FC Rustavi Metallurgist, když v 7. minutě hlavou otevřel gólový účet utkání. Plzeň postoupila po výsledcích 3:1 venku a 2:0 doma do dalšího předkola.
Ve 3. předkole Evropské ligy 2012/13 narazila Plzeň na polský klub Ruch Chorzów, který vyřadila po výhrách 2:0 venku a 5:0 doma. V prvním utkání v Chorzowě vsítil Ďuriš jeden ze dvou gólů Plzně a v domácí odvetě vstřelil dokonce hattrick. Již ve druhé minutě utkání posílal střílenou přihrávku před bránu svému krajanovi Marku Bakošovi, ale bránící polský hráč změnil dráhu míče, který skončil za zády slovenského brankáře Ruchu Michala Peškoviče. Slovinský rozhodčí Jug gól přisoudil Ďurišovi. Ve 12. minutě po akci Vladimíra Daridy nadvakrát prostřelil Peškoviče a třetí gól přidal ve 28. minutě, když zakončil kombinaci střelou k tyči ze 14 metrů.
V základní skupině B byla Plzeň přilosována k týmům Atlético Madrid (Španělsko), Hapoel Tel Aviv (Izrael) a Académica de Coimbra (Portugalsko). V prvním utkání Plzně 20. září 2012 na domácí půdě proti portugalskému týmu Académica de Coimbra Michal Ďuriš neměl původně nastoupit, neboť si z reprezentačního srazu přivezl zranění - zlomený malíček na noze. Nakonec nastoupil v základní sestavě a v 57. minutě vstřelil hlavou vítězný gól na 2:1 po centru Jakuba Hory. Utkání skončilo vítězstvím Plzně 3:1. Ve druhém zápase 4. října odehrál plný počet minut proti domácímu Atléticu Madrid, Plzeň prohrála gólem Rodrígueze v nastaveném čase 0:1. 25. října cestovala Plzeň do Izraele k utkání proti Hapoelu Tel Aviv a většinu prvního poločasu byla pod tlakem soupeře. Michal Ďuriš nastoupil v základní sestavě a hrál do 73. minuty, střetnutí skončilo výsledkem 2:1 pro hosty, Plzeň si s 6 body upevnila druhou příčku za vedoucím Atléticem Madrid. 8. listopadu 2012 přivítala Plzeň Hapoel Tel Aviv v odvetě na domácím hřišti a vyhrála 4:0, díky tomuto výsledku se posunula s 9 body o skóre na čelo tabulky před doposud vedoucí Atlético Madrid (které v souběžném zápase prohrálo v Coimbře 0:2). Izraelský celek hrál navíc od 41. minuty oslaben o jednoho hráče. Ďuriš nastoupil na hřiště v základní sestavě a připravil druhý plzeňský gól. V 39. minutě sklepl po rohovém kopu hlavou míč k volnému Davidu Štípkovi, který jej napálil po zemi do sítě. 22. listopadu nastoupil v Portugalsku v utkání proti Coimbře, zápas skončil 1:1. Tento výsledek zajistil Plzni postup do jarní fáze Evropské ligy. 6. prosince 2012 odehrál zápas v Plzni proti Atléticu Madrid, ve 26. minutě prodloužil hlavou centr na Václava Procházku, který zařídil výhru Viktorie Plzeň 1:0. Plzeň si tak se 13 body zajistila konečné 1. místo v tabulce skupiny B o 1 bod před druhým Atléticem. Pro jarní šestnáctifinále Evropské ligy bylo Plzni přilosováno italské mužstvo SSC Neapol. Michal Ďuriš nemohl nastoupit, neboť si v únorovém reprezentačním zápase Slovenska proti domácí Belgii poranil kolenní vazy. Musel tak oželet střetnutí proti svému reprezentačnímu spoluhráči Marku Hamšíkovi v dresu Neapole. V osmifinále zasáhl do domácího utkání proti tureckému celku Fenerbahçe Istanbul, Plzeň poprvé v tomto ročníku Evropské ligy prohrála doma (0:1). Střídal i 14. března v odvetě v Istanbulu, Viktoria remizovala 1:1 a vypadla z Evropské ligy.
V 8. ligovém kole sezóny 2012/13 se prosadil v utkání proti domácím Teplicím v 16. minutě (Plzeň prohrávala 0:1 a hrála oslabena o jednoho hráče) a zařídil tak remízu 1:1. 17. listopadu 2011 (15. ligové kolo, poslední v podzimní části sezóny) proti Liberci přihrál na první gól Plzně Davidu Štípkovi. Ačkoli Štípek byl v ofsajdu, rozhodčí gól uznali. Plzeň dokázala otočit zápas a zvítězit 2:1, i když hrála od 43. minuty oslabena o vyloučeného Václava Procházku. Sezónu 2012/13 Gambrinus ligy završil ziskem ligového titulu, Plzeň porazila 1. června 2013 v posledním 30. kole sestupující FC Hradec Králové 3:0 a udržela si dvoubodový náskok před největším konkurentem Spartou Praha.

#### Sezóna 2013/14
Nastoupil ve třetím předkole Ligy mistrů 2013/14 v Estonsku 30. července 2013 proti JK Nõmme Kalju a v 77. minutě vstřelil branku. Plzeň zvítězila jednoznačně 4:0. Vzrůstající formu potvrdil i v prvním utkání 4. předkola (resp. play-off předkola) 20. srpna proti slovinskému týmu NK Maribor, kde vstřelil také jeden gól. Viktoria zvítězila na domácí půdě 3:1. Zahrál si i v základní skupině Ligy mistrů, kde se viktoriáni střetli s německým Bayernem Mnichov, anglickým Manchesterem City a ruským CSKA Moskva.
24. srpna 2013 v 6. ligovém kole vstřelil gól domácímu Slovácku, když skóroval do prázdné brány, Plzeň vyhrála 3:1. V sezoně 2013/14 skončil s Plzní na druhém místě v Gambrinus lize i českém poháru.

#### Sezóna 2015/16
V létě 2015 podepsal s týmem nový kontrakt do konce ročníku 2017/18. 18. července 2015 se podílel na zisku Superpoháru, když Viktorka porazila FC Slovan Liberec 2-1. S Plzní se představil ve 3. předkole Ligy mistrů UEFA, kde klub narazil na izraelský celek Maccabi Tel Aviv FC. V prvním zápase na půdě soupeře Viktorka zvítězila 2-1, ale v odvetě, ve které Ďuriš nenastoupil, prohrála 0-2 a vypadla. S mužstvem následně hrál 4. předkolo Evropské ligy UEFA, kde tým narazil na klub ze Srbska FK Vojvodina Novi Sad. Po výhrách 3-0 a 2-0 (fotbalista dal v tomto střetnutí druhý gól zápasu) Plzeň postoupila do základní skupiny Evropské ligy, kde bylo mužstvo nalosováno do skupiny E společně s FK Dinamo Minsk (Bělorusko), Villarreal CF (Španělsko) a Rapid Vídeň (Rakousko). V zápase skupinové fáze Evropské ligy proti Rapidu Vídeň (prohra 2:3) vstřelil ve 12. minutě úvodní branku utkání. Západočeši získali ve skupině čtyři body, skončili na třetím místě a do jarní vyřazovací části nepostoupili. Hráč chyběl v základní skupině Evropské ligy pouze v jednom střetnutí, v odvetě proti Villarreal.
Po příchodu staronového trenéra Karla Krejčího nastupoval na hrotu útoku a pravidelně skóroval. Zapojil se i do boje o nejlepšího střelce Synot ligy. Začátkem dubna 2016 ho přibrzdilo zranění kotníku. Kvůli němu vynechal dva zápasy. V ročníku 2015/16 získal tři kola před konce sezony s Viktorkou mistrovský titul, klub dokázal ligové prvenství poprvé v historii obhájit. Celkem dal v lize 16 branek. O pomyslnou korunu krále střelců Synot ligy přišel v posledním ligovém kole (v němž nenastoupil), kdy jej předstihl David Lafata ze Sparty Praha. Ďuriš se stal nejlepším legionářem české ligy.

#### Sezóna 2016/17
S Viktorkou postoupil přes ázerbájdžánský Qarabağ FK (remízy 0:0 a 1:1) do 4. předkola - play-off Ligy mistrů UEFA, což znamenalo jistou podzimní účast Plzně v evropských pohárech. Ve 4. předkolo LM museli Západočeši proti bulharskému PFK Ludogorec Razgrad dohánět v odvetě na domácí půdě dvougólové manko. Ďuriš vstřelil v 7. minutě gól, který však v konečném důsledku na postup do základní skupině LM nestačil (zápas skončil 2:2). Plzeň se tak musela spokojit s účastí ve skupinové fázi Evropské ligy UEFA, kde byl klub nalosován do základní skupiny E společně s AS Řím (Itálie), Austria Vídeň (Rakousko) a FC Astra Giurgiu (Rumunsko).
V prvním kole se Viktoria střetla 15. 9. 2016 na domácí půdě s AS Řím (remíza 1:1). Ďuriš na hřišti vydržel do 78. minuty, kdy jej vystřídal Michael Krmenčík. Následně nastoupil Ďuriš v základní skupině EL až v předposledním střetnutí, kde Viktorka podlehla římskému AS v poměru 1:4 a přišla tím definitivně o naději na postup. V posledním kole hraném 8. prosince 2016 proti Austrii Vídeň se Ďuriš výrazně podílel na výhře Plzně, když v 72. minutě vyrovnal na 2:2 a o 12 minut později rozhodl gólem na 3:2 o osudu zápasu. Viktorka i díky němu otočila před domácím publikem zápas z 0:2 na 3:2, přestože od 18. minuty hráli oslabeni o jednoho hráče. Plzeň touto výhrou zároveň ukončila 14 zápasovou sérii bez vítězství v Evropské lize. Viktoria skončila v základní skupině na třetím místě.

### FK Mladá Boleslav (hostování)
V červnu 2014 odešel z Viktorie Plzeň společně s Tomášem Wágnerem na roční hostování s opcí do celku FK Mladá Boleslav, opačným směrem putoval Jan Chramosta. První soutěžní zápas za Boleslav absolvoval 17. července 2014 ve 2. předkole Evropské ligy UEFA 2014/15 proti bosenskému týmu NK Široki Brijeg (výhra 2:1), v utkání vstřelil vítězný gól. Své pohárové zkušenosti zúročil i v odvetě v Bosně 24. července, kde vstřelil dva góly. Boleslav vyhrála přesvědčivě 4:0 a postoupila do 3. předkola proti Olympique Lyon. Po roce mu v klubu skončilo hostování a vrátil se do Plzně. Za Mladou Boleslavi nastoupil k 27 zápasům v lize, dal čtyři branky.

### FK Orenburg
Na podzim 2016 nebyl spokojen se svým herním vytížením ve Viktorii. V lednu 2017 přestoupil do ruského klubu FK Orenburg, jehož na jaře 2017 čekal boj o záchranu v ruské nejvyšší lize. Do týmu zamířil údajně za 16 milionů Kč (dle slov majitele plzeňského klubu Tomáše Paclíka za 750 tisíc eur) a podepsal kontrakt na tři roky.

### Anorthosis Famagusta (hostování)
V lednu 2018 změnil působiště, odešel z Orenburgu na hostování do kyperského klubu Anorthosis Famagusta.

## Klubové statistiky
Aktuální k 27. květnu 2016
| Sezona  | Klub                      | Soutěž             | Zápasy | Góly |
| ------- | ------------------------- | ------------------ | ------ | ---- |
| 2005/06 | FK Dukla Banská Bystrica  | Corgoň liga        | 15     | 0    |
| 2006/07 | FK Dukla Banská Bystrica  | Corgoň liga        | 14     | 0    |
| 2007/08 | FK Dukla Banská Bystrica  | Corgoň liga        | 26     | 6    |
| 2008/09 | FK Dukla Banská Bystrica  | Corgoň liga        | 30     | 6    |
| 2009/10 | FK Dukla Banská Bystrica  | Corgoň liga        | 24     | 6    |
| 2010/11 | FK Dukla Banská Bystrica  | Corgoň liga        | 5      | 0    |
| 2010/11 | FC Viktoria Plzeň (host.) | Gambrinus liga     | 23     | 3    |
| 2011/12 | FC Viktoria Plzeň         | Gambrinus liga     | 27     | 6    |
| 2012/13 | FC Viktoria Plzeň         | Gambrinus liga     | 26     | 1    |
| 2013/14 | FC Viktoria Plzeň         | Gambrinus liga     | 25     | 5    |
| 2014/15 | FK Mladá Boleslav (host.) | Synot liga         | 27     | 4    |
| 2015/16 | FC Viktoria Plzeň         | Synot liga         | 25     | 16   |
| 2016/17 | FC Viktoria Plzeň         | ePojisteni.cz liga | 11     | 3    |
| 2016/17 | FK Orenburg               | Premier Liga       |        |      |

## Reprezentační kariéra
Ďuriš nastupoval za slovenské mládežnické reprezentace U19 a U21.

### A-mužstvo
Trenéři Slovenska Michal Hipp a Stanislav Griga povolali Michala Ďuriše pro poslední přípravný zápas 15. srpna 2012 před startem kvalifikačních bojů o Mistrovství světa ve fotbale 2014. Slovenské A-mužstvo sehrálo utkání v Odense proti domácímu Dánsku a vyhrálo 3:1, Ďuriš nastoupil do druhého poločasu a měl při svém reprezentačním debutu i příležitosti ke skórování, které však neproměnil.
Podruhé nastoupil v základní sestavě v prvním kvalifikačním utkání na MS 2014 proti domácí Litvě a odehrál kompletní počet minut. Zápas skončil nerozhodně 1:1, Ďuriš mohl v nastaveném čase zvrátit výsledek na stranu hostí, ale po přihrávce Michala Breznaníka litevskou bránu přestřelil. Třetí start si připsal 12. října 2012 v domácím kvalifikačním utkání na bratislavském stadioně Pasienky proti Lotyšsku, ve 43. minutě střídal na hřišti Vladimíra Weisse. Slovensko porazilo protivníka z Pobaltí 2:1. Poté odehrál 72 minut v základní sestavě domácího kvalifikačního duelu 16. října proti Řecku (porážka 0:1). 14. listopadu 2012 odehrál přátelský zápas s Českou republikou v Olomouci, ve druhém poločasu nahradil na hřišti Jakuba Sylvestra. Společně s Markem Bakošem a Mariánem Čišovským nastoupil proti několika klubovým spoluhráčům na české straně. Slovenská reprezentace podlehla domácímu mužstvu 0:3. Celkem tedy nastoupil v roce 2012 k pěti zápasům, branku nevstřelil.
6. února 2013 nastoupil v Bruggách proti domácí Belgii. Slovensko sahalo po remíze, ale nakonec utkání prohrálo 1:2 gólem z 90. minuty. Během utkání jej píchlo v koleni, zápas dohrál, ale pak se zjistilo, že má zraněné vazy. 22. března 2013 nastoupil v domácím kvalifikačním zápase v Žilině proti Litvě, který skončil remízou 1:1. Neprosadil se ani v přátelském utkání 26. března proti Švédsku, které skončilo bezbrankovou remízou.
9. října 2014 byl u vítězství 2:1 v kvalifikačním zápase na EURO 2016 proti Španělsku, nacentroval ze strany na vítězný gól Miroslavu Stochovi. Slovensko po úvodní výhře nad Ukrajinou vyhrálo i nad úřadujícími mistry Evropy Španěly 2:1 a potvrdilo tak výborný vstup do kvalifikace. Se slovenskou reprezentací slavil 12. října 2015 postup na EURO 2016 ve Francii (historicky první pro Slovensko od rozdělení Československa). Prvních tref za slovenský národní tým se dočkal 13. listopadu 2015 v přátelském utkání v nové City Areně v Trnavě proti mužstvu Švýcarska, v němž dvěma brankami pomohl k vítězství 3:2.

#### EURO 2016
Trenér Ján Kozák jej zařadil do 23členné nominace na EURO 2016 ve Francii, kam se Slovensko probojovalo poprvé v éře samostatnosti.
V prvním utkání nastoupil proti Walesu, Slovensko prohrálo 1:2. Ve druhém zápase proti Rusku byl u výhry 2:1. V posledním zápase základní skupiny proti Anglii se zrodila remíza 0:0 (Ďuriš nehrál). Slovenští fotbalisté skončili se 4 body na třetím místě tabulky, v osmifinále se představili proti reprezentaci Německa (porážka 0:3, Ďuriš opět nastoupil) a s šampionátem se rozloučili.

### Reprezentační zápasy a góly
Zápasy Michala Ďuriše v A-mužstvu Slovenska
| 2012                | 5  | 0 |
| 2013                | 6  | 0 |
| 2014                | 5  | 0 |
| 2015                | 6  | 3 |
| 2016                | 12 | 1 |
| 2017                | 2  | 0 |
| Celkem              | 36 | 4 |
| Platí k 21. 1. 2018 |    |   |

Góly Michala Ďuriše v A-týmu slovenské reprezentace
| 010                 | 13. 11. 2015 | City Arena Trnava, Trnava, Slovensko  | Švýcarsko | 01:00(39.) | 3:2 | přátelský zápas |
| 02                  | 13. 11. 2015 | City Arena Trnava, Trnava, Slovensko  | Švýcarsko | 02:00(49.) | 3:2 | přátelský zápas |
| 03                  | 17. 11. 2015 | Štadión pod Dubňom, Žilina, Slovensko | Island    | 03:10(84.) | 3:1 | přátelský zápas |
| 04                  | 29. 5. 2016  | WWK Arena, Augsburg, Německo          | Německo   | 01:20(44.) | 1:3 | přátelský zápas |
| Platí k 21. 1. 2018 |              |                                       |           |            |     |                 |